# Elizabeth Schmidt
Elizabeth Silveira Schmidt (Ponta Grossa, 11 de junho de 1951) é uma professora, empresária e política brasileira filiada ao União Brasil. É a atual prefeita do município paranaense de Ponta Grossa.

## Vida pessoal e formação acadêmica
Nasceu em Uvaia, distrito do município de Ponta Grossa, na região dos Campos Gerais do Paraná. Aos cinco anos de idade Elizabeth se mudou com a família para a sede do município, onde também estudou e casou. Filha de Edelzira e Alberto Silveira, casou-se com Lourival Schmidt, com quem teve três filhos.
Estudou nos colégios Júlio Teodorico, Regente Feijó e Instituto de Educação Professor Cesár Prieto Martinez. Formou-se professora em 1968, e começou a atuar na área da educação aos 18 anos de idade. Em 1972 formou-se em pedagogia pela Universidade Estadual de Ponta Grossa (UEPG), onde trabalhou em todos os níveis de ensino, desde a educação infantil até o ensino superior, em instituições públicas e privadas. Foi professora, por exemplo, do Instituto de Educação (1970-1995), da UEPG (1985-2010) e da Faculdade Santa Amélia, atual Centro Universitário Santa Amélia. Tornou-se especialista e mestre em educação pela UEPG. Tornou-se empresária, juntamente com o marido, atuando na gestão de pessoas.

## Carreira política
Na política, foi a primeira mulher a ser candidata a vice-prefeita de Ponta Grossa em 2000. Em 2002 foi candidata pelo PFL a segundo suplente da candidatura ao Senado de Nitis Jacon do PSDB. Nas eleições de 2014 foi candidata a deputada federal, ficando na suplência pelo PSB.
Foi membro suplente do Conselho Municipal do Patrimônio Cultural de Ponta Grossa e membro do Conselho Municipal de Educação e do FUNDEF. Foi Presidente fundadora do Conselho da Comunidade, ligado à Vara de Execuções Penais da Comarca de Ponta Grossa. Rotariana, é atuante do Rotary Sabará, é sócia fundadora do Rotary Club de Ponta Grossa Uvaranas. É membro do Centro Cultural Profº Faris Michaele de Ponta Grossa.
De 2005 a 2012, foi Secretária Municipal de Cultura e Turismo de Ponta Grossa da gestão do prefeito Pedro Wosgrau Filho, do PSDB. Entre 2015 e 2016 foi Secretária Municipal de Administração, acumulando com a Secretaria de Gestão de Recursos Humanos, da gestão do prefeito Marcelo Rangel, então no PPS. Recebeu diversas homenagens e honrarias, recebendo o título de Cidadã Benemérita de Ponta Grossa.
Em 2016 foi confirmada como candidata a vice-prefeita de Marcelo Rangel, sendo eleita a primeira vice-prefeita de Ponta Grossa. Foi a primeira mulher a assumir a prefeitura de Ponta Grossa de forma interina em 2017. Entre fevereiro de 2017 a março de 2018, assumiu a presidência da Fundação Municipal de Turismo.
Em 2020 foi escolhida pelo PSD a ser candidata a prefeitura de Ponta Grossa, com o apoio de Marcelo Rangel, então no PSDB. O escolhido a vice na chapa foi Saulo Vinicius Hladyszwski, policial militar. Nas eleições de 2020 foi eleita a primeira prefeita de Ponta Grossa, derrotando no segundo turno a deputada Mabel Canto (PSC).
Em 2024 foi candidata à reeleição pelo União Brasil à prefeitura de Ponta Grossa, disputando a eleição contra o ex-prefeito e deputado estadual Marcelo Rangel (PSD), de quem foi vice entre 2017 e 2020, a também deputada estadual Mabel Canto (PSDB), o deputado federal Aliel Machado (PV) e Dr. Magno (NOVO). No primeiro turno Elizabeth ficou na segunda colocação, recebendo 50.684 votos, o que representa 27,51%. Em primeiro lugar ficou a deputada estadual Mabel Canto, que recebeu 51.338 votos, sendo 27,87%. Como nenhum dos candidatos atingiu o mínimo necessário para ser eleito em primeiro turno (50% + 1 voto), a eleição foi disputada novamente em segundo turno, entre Mabel e Elizabeth, repetindo a eleição de 2020. Encerrada a apuração pelo TSE, Elizabeth foi declarada vencedora tendo recebido 96.407 votos, isso é, 53,72%, enquanto Mabel teve 83.064 votos, isso é, 46,28%.